# Argentinomyia scitulus
Argentinomyia scitulus är en tvåvingeart som först beskrevs av Samuel Wendell Williston  1888.  Argentinomyia scitulus ingår i släktet Argentinomyia och familjen blomflugor. Inga underarter finns listade i Catalogue of Life.